# Escut de Riumors
L'escut oficial de Riumors, municipi de l'Alt Empordà, fou aprovat l'any 1983 i té el següent blasonament:
Escut caironat d'argent, 2 cintes ondades abaixades d'atzur acompanyades en cap de 2 caps de mort de sable posats en faixa ressaltant cadascun sobre 2 tíbies de sable passades en sautor. Per timbre una corona mural de poble.

## Història
Va ser aprovat el 20 de gener de 1983 i publicat al DOGC el 18 de febrer del mateix any amb el número 305. Es va publicar una errada al DOGC número 329 el 18 de maig del mateix any.
Escut parlant: tant les calaveres rialleres com els rius del peu de l'escut fan referència al nom del poble. Els dos rius simbolitzen, alhora, la Muga i el Fluvià.